# Фьюри, Тайсон
Тайсон Люк Фьюри (англ. Tyson Luke Fury; род. 12 августа 1988, Уитеншо, Большой Манчестер, Великобритания) — британский боксёр-профессионал, выступавший в тяжёлой весовой категории.
Победитель юношеского чемпионата ЕС (2007), чемпион Великобритании по версии ABA (2008) в любительских соревнованиях. Среди профессионалов бывший чемпион мира по версиям WBC (2020—2024), IBF (2015), WBA (Super) (2015—2016), WBO (2015—2016), IBO (2015—2016); авторитетного журнала The Ring (2015—2018; 2020—2022). Чемпион Европы по версии EBU (2014).
Обладатель наград «Боксёр года» (2015; 2020), «Бой года» (2021), «Возвращение года» (2018), «Раунд года» (2018; 2021; 2024), «Апсет года» (2015), «Событие года» (2024) по версии журнала The Ring. Занял первое место среди лучших тяжеловесов мира по итогам года по версии BoxRec в 2015, 2018, 2019 гг.
Полукровный брат боксёра Томми Фьюри. Также, двоюродный брат боксёров Энди Ли, Нэйтена Гормана и Хьюи Фьюри.

## Биография
Родился 12 августа 1988 года в городе Уитеншо, графство Большой Манчестер, Великобритания, в семье потомков ирландских «путешественников». Тайсон Фьюри родился на 3 месяца раньше срока и весил всего 450 грамм. Врачи опасались, что Тайсон может не выжить, но его отец, Джон Фьюри, уже тогда увидел в своём сыне бойца. Джон «Цыган» Фьюри занимался боксом и был большим поклонником Майка Тайсона, поэтому он назвал сына в честь знаменитого американского боксёра, который был действующим бесспорным чемпионом мира в тяжелом весе, и позже объяснил: «Врачи сказали мне, что у него мало шансов выжить. Я потерял уже двух дочерей таким же образом, родившихся раньше срока». Он выбрал имя «Тайсон», поскольку Фьюри был «борцом» и пережил преждевременные роды. Благодаря отцу Тайсон начал заниматься боксом. Дядя боксёра, Питер Фьюри являлся его тренером. После отказа Фьюри от встречи с Прайсом в 2011 году Питер перестал работать с Тайсоном, мотивируя это неготовностью подопечного к боям более высокого уровня, но спустя несколько месяцев помирился с племянником и снова стал его главным тренером.

## Любительская карьера
Любительская карьера молодого Тайсона Фьюри проходила между двумя недружелюбно настроенными народами, он выступал то за ирландские, то за английские клубы по очереди, имея хороший список побед. На любительском ринге Фьюри трижды представлял сборную Ирландии по боксу на международных соревнованиях. Тайсон выступал за ирландские клубы Holy Family Boxing Club из Белфаста, позже за Smithboro Club. Как любитель он выступал одновременно за сборные Ирландии и Англии.
В 2006 году Тайсон выиграл бронзовую медаль на молодёжном чемпионате мира, проиграв в полуфинале боксёру из Узбекистана Сардору Абдулаеву (31:36).
В мае 2007 года он, выступая за сборную Англии, выиграл юношеский чемпионат Евросоюза в Варшаве (Польша), в финале победив венгра Иштвана Берната. После этого Фьюри начал выступать во взрослой категории, в одном из поединков он потерпел поражение от англичанина Дэвида Прайса. Тайсон проиграл со счётом 8:22, хотя сумел отправить Прайса в нокдаун по ходу боя.
В 2007 году в финале чемпионата Европы среди юниоров проиграл россиянину Максиму Бабанину. По завершении любительской карьеры Фьюри занимал третье место в рейтинге AIBA среди тяжеловесов. Уступил место в Олимпийской сборной Дэвиду Прайсу, который имел к тому моменту более высокий рейтинг. Фьюри попытался пробиться в сборную Ирландии или Уэльса, однако и там его ждала неудача, количество боксёров уже было утверждено. Фьюри принял участие в национальном чемпионате ABA и выиграл его. После этого Тайсон принял решение начать профессиональную карьеру. В любительском боксе Фьюри провёл 35 боёв, в которых одержал 31 победу (26 нокаутом).

## Профессиональная карьера
Фьюри начал профессиональную карьеру в декабре 2008 года, нокаутировав венгра Бела Дьендьеши в первом раунде. Второй поединок Тайсон провёл спустя месяц в январе 2009 года, где в третьем раунде нокаутировал опытного немецкого боксёра Марселя Целлера, в активе которого была 21 победа, 20 из которых он одержал досрочно и всего 3 поражения. В марте 2009 года Фьюри нокаутировал опытного соотечественника Ли Свеби. В апреле, в 1-м раунде, нокаутировал более опытного Мэтью Эллиса (20 побед — 6 поражений). Затем в мае нокаутировал Скотта Белшоуа (10 побед — 1 поражение).
11 сентября 2009 года вышел на первый титульный поединок в своей карьере. В бою за титул чемпиона Англии по версии BBBofC, Тайсон выиграл у соотечественника Джона Макдермотта. Бой был равный и оба боксёра выразили желание провести матч-реванш. В период времени между этими поединками Фьюри провёл ещё два рейтинговых боя, в которых одержал победы. 25 июня 2010 года Тайсон вышел на второй бой с Макдермоттом. В этот раз, помимо титула чемпиона Англии, разыгрывался статус обязательного претендента на титул чемпиона Великобритании. Бой был зрелищным — Фьюри посылал Макдермотта в нокдаун в восьмом, и дважды в девятом раунде. После очередного падения Макдермотта рефери прекратил бой, Фьюри победил техническим нокаутом. В следующем бою Тайсон победил по очкам Рича Пауэра, на тот момент не имевшего поражений. В декабре 2010 года Фьюри победил американского боксёра, опытного джорнимена, Зака Пейджа. 19 февраля 2011 года Фьюри нокаутировал в пятом раунде непобеждённого до этого бразильца Марсело Луиса Насименто. После этого боя Тайсон стал обязательным претендентом на титул чемпиона Великобритании, право на которое заслужил ещё в бою с Макдермоттом, к этому моменту у Фьюри было 14 побед и 0 поражений.

### Первый бой с Дереком Чисорой
23 июля 2011 года произошло противостояние двух британских проспектов в тяжёлой весовой категории, выигравших перед этим боем по 14 боёв. Перед боем комментаторы отдавали преимущество Чисоре. Коэффициенты накануне боя 1,61 против 2,30 в пользу Чисоры.

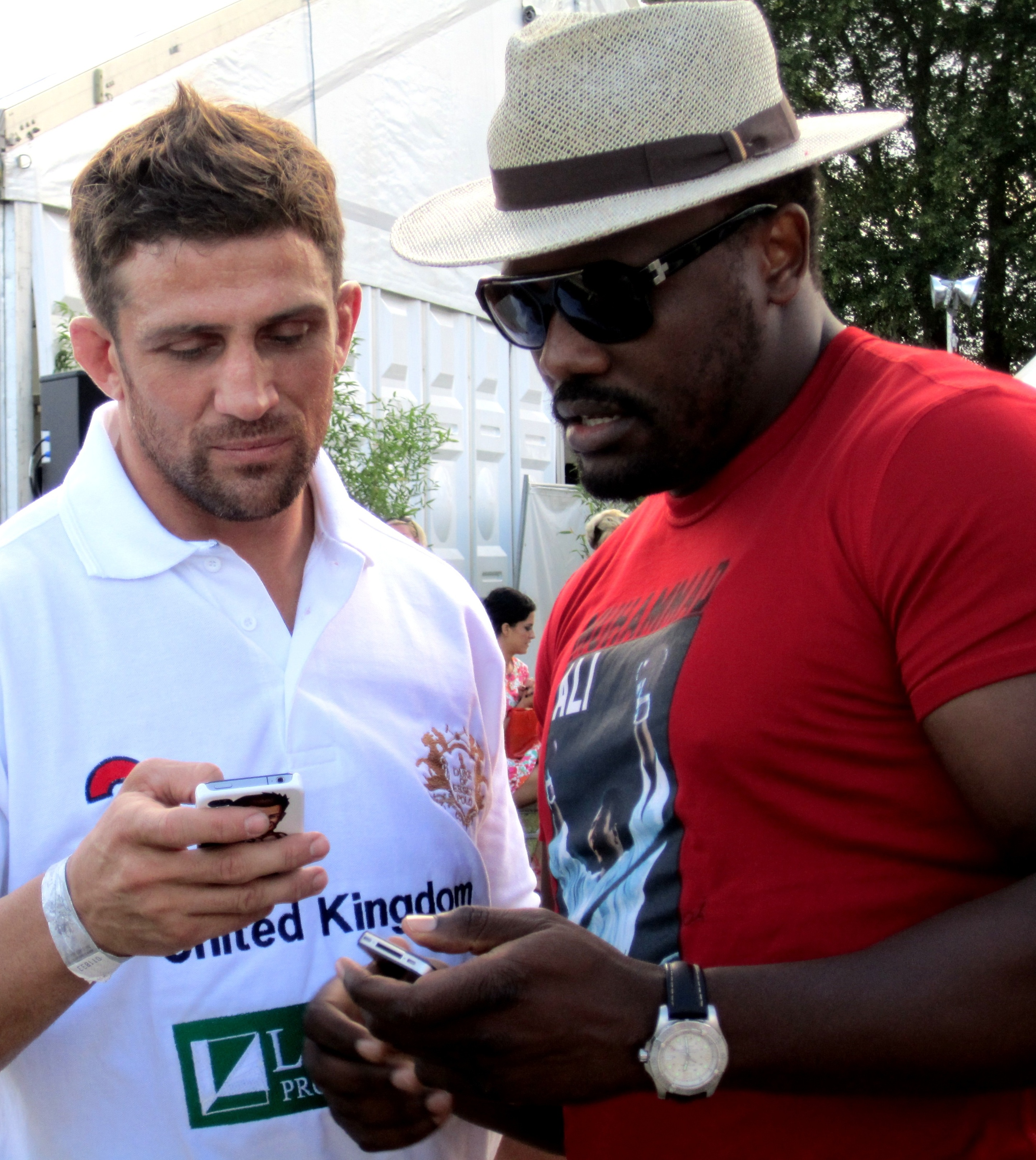
Дерек Чисора (справа)

В бою из-за лишнего веса Дерек действовал медленнее, чем более молодой и выносливый Фьюри. С первых секунд боя Чисора пошёл вперёд, но Тайсон легко справлялся с прессингом и блокировал все атаки Чисоры. В середине второго раунда Чисора нанёс точный кросс в голову Фьюри, после которого Тайсон отошёл к канатам. Дерек начал наносить множество комбинаций, основная часть которых приходилась в защиту, но всё же Дереку удалось несколько раз попасть в претендента. Фьюри не был потрясённым и, клинчами спасаясь от атак, начал наносить контрудары. Начиная с третьего раунда, Фьюри приспособился к стилю Чисоры и приостанавливал атаки Дерека короткими комбинациями по корпусу и в голову. Во второй половине десятого раунда Чисора размашистыми ударами пытался потрясти Фьюри, и несколько раз успешно попал в голову Тайсона, но претендент не выпустил поединок из-под контроля и выстоял под прессингом чемпиона. Чисора, потративший остаток сил на атаку в десятом раунде, не смог ничего противопоставить в финальных раундах, и Фьюри с лёгкостью перебоксировал Дерека. Тайсон Фьюри победил по очкам и стал новым чемпионом Великобритании и Британского содружества.
Победитель этой схватки расценивался как следующий претендент на бой с Владимиром Кличко, но Фьюри отказался от поединка.

### Бой с Николаем Фиртой
17 сентября 2011 года Фьюри провёл поединок против боксёра из США Николая Фирты. В третьем раунде Николай создал Тайсону много проблем, проведя много точных атак со всех позиций. Тайсон сумел нырками и клинчами спастись от атак и переломил ход поединка в свою пользу. В пятом раунде Тайсон начал избивать Фирту и вынудил рефери вмешаться и прекратить поединок. Фьюри победил техническим нокаутом.

### Бой с Невеном Пайкичем
В ноябре 2011 года Фьюри встретился с ещё одним непобеждённым боксёром, канадцем боснийского происхождения Невеном Пайкичем. Канадец активно начал бой, он шёл вперёд, нанося размашистые кроссы, но особого эффекта на Фьюри это не произвело. Фьюри, видя что Пайкичу неудобно работать с дальней дистанции, контролировал канадца джебом, но претендент всё же часто прорывал дистанцию и наносил комбинации, пусть и приходившиеся по большей степени в защиту, активность Невена была заметней. Пайкич действовал первым номером и был убедительнее в первом раунде. То же повторилось и во втором раунде, но после очередной атаки Пайкича, Фьюри демонстративно поднял руки, показывая что удары Невена не причинили ему никакого вреда. Ближе к концу раунда Пайкич нанёс точный правый кросс в челюсть Тайсона, и отправил его на настил ринга, англичанин быстро поднялся. Это был первый раз, когда Фьюри оказался в нокдауне за свою профессиональную карьеру. За счёт клинчей Тайсон сумел продержаться до конца раунда. В следующей трёхминутке ситуация изменилась, Тайсон, после точного удара в корпус Пайкича, сделал несколько хуков в голову канадца и отправил его в нокдаун. Пайкич сумел подняться, Фьюри принялся добивать соперника, и сумел отправить его во второй нокдаун. Канадец вновь сумел подняться, после чего последовала новая мощная атака Тайсона, после которой рефери остановил бой. Пайкич не согласился с этим решением, и хотел продолжать поединок.

### Бой с Мартином Роганом
В феврале 2012 года Британский боксёрский совет обязал Фьюри провести обязательную защиту титула против Дэвида Прайса, Тайсон отказался и освободил титулы, отдав предпочтение перспективам боёв на более высоком уровне. Его следующий поединок за титул чемпиона Ирландии против Мартина Рогана прошёл в столице Северной Ирландии Белфасте. Этот бой был очень важен для Фьюри, он хотел доказать, что Ирландский олимпийский комитет сделал ошибку, не разрешив ему выступать на Олимпиаде, тем самым лишив себя олимпийского золота.
С первых же секунд боя Фьюри удивил всех своей стойкой — боксировавший до этого в левосторонней стойке, на этот бой он вышел в стойке левши. В первых двух раундах Тайсон действовал экономно, в то время как Роган был активнее, прорывал дистанцию и наносил быстрые комбинации. В третьем раунде Фьюри повысил темп и сумел отправить Мартина в нокдаун левым джебом после нескольких удачных попаданий правой. В конце пятого раунда Фьюри нанёс Рогану мощный удар по печени и он опустился на настил ринга. Роган сумел подняться, однако его тренер просигнализировал рефери о том, что снимает своего бойца с поединка.

### Бой с Винни Маддалоне
7 июля 2012 года Тайсон вышел на ринг с американским боксёром Винни Маддалоне. Оба боксёра выбрали открытую тактику на предстоящий поединок, бой изобиловал зрелищными разменами ударов. Фьюри активно использовал джеб, подготавливая силовые удары, которые иногда попадали в цель. Было заметно, что Маддалоне крайне неудобно боксировать против гораздо более высокого соперника. Начиная с третьего раунда удары Фьюри всё чаще стали достигать цели. В четвёртом раунде бой принял односторонний характер, кроме того у Маддалоне открылось опасное рассечение под правым глазом. В пятом раунде рефери был вынужден остановить бой, из-за того, что американец начал пропускать опасное количество точных ударов, Фьюри победил техническим нокаутом.

### Бой с Кевином Джонсоном
После победы над Винни Маддалоне, команда Фьюри начала поиски нового соперника. После долгих переговоров выбор пал на российского непобеждённого тяжеловеса Дениса Бойцова. Бойцов и Фьюри занимали высокие позиции в рейтинге WBC и совет санкционировал данный поединок как отборочный на место обязательного претендента за титул чемпиона мира. Незадолго до подписания контракта, Бойцов отказался от поединка, ссылаясь на малое время для подготовки. На замену россиянину был выбран опытный американский боксёр Кевин Джонсон.
Бой состоялся 1 декабря 2012 года в Белфасте (Северная Ирландия). Предполагалось что поединок будет иметь статус полуфинального в соревновании за место претендента на титул чемпиона мира устроенном WBC, но незадолго до боя было принято решение сделать его прямым отборочным.
Тактика Джонсона в бою с Фьюри была схожей с его тактикой в бою с Виталием Кличко в 2009 году. Всё что делал Кевин — это мастерски защищался, лишь иногда пытаясь пробивать одиночные удары с дальней дистанции. Фьюри побеждал с небольшим преимуществом во всех раундах, но ни разу не был близок к досрочной победе. В седьмом раунде рефери снял с британца очко за удар после команды брейк. Бой проходил на дальней дистанции, но Тайсон без труда входил в среднюю и ближнюю дистанцию, демонстрируя на них свой более высокий уровень. Судьи не отдали Джонсону победы ни в одном из двенадцати раундов. Тайсон победил единогласным решением судей с разгромным счётом.

### Отборочный бой со Стивом Каннингемом
20 апреля 2013 года Фьюри отправился в США, покорять симпатии американских любителей бокса. Его оппонентом стал именитый американский боксёр — двукратный чемпион мира в первом тяжёлом весе Стив Каннингем. С первых минут боя Фьюри действовал вызывающе и агрессивно призывал Стива к открытому бою. Во втором раунде Каннингем наказал британца за его открытую манеру, и правым кроссом отправил Фьюри в нокдаун. Тайсон сумел подняться и стал боксировать более осмотрительно, сокращая дистанцию и входя в ближний бой. В какой-то момент Каннингем принял открытый стиль ведения поединка, навязанный Тайсоном. В седьмом раунде у Фьюри было несколько чистых попаданий по Каннингему, а в конце раунда он зажал его возле канатов. В конце боя они находились в клинче, британец воспользовался нерасторопностью рефери и «грязно» развернул голову Каннингема под свой удар, а затем коротким правым хуком отправил его в глубокий нокаут. Это поражение стало первым досрочным в карьере Каннингема, до седьмого раунда он вёл по очкам на карточках у двух судей (57-55), у третьего была зафиксирована ничья (56-56). Поединок носил статус отборочного на бой с чемпионом мира по версии IBF.

### Отменённые бои
В мае 2013 года появилась информация о том, что Фьюри договаривается о бое со своим соотечественником Дэвидом Хэем.
21 сентября 2013 года Хэй объявил, что получил рассечение во время спарринга, и приложил к сообщению подтверждающую фотографию. В результате было объявлено о перенесении боя, назначенного ранее на 28 сентября. Бой был назначен на 8 февраля 2014 года, однако 17 ноября 2013 года Хэй в связи с рекомендацией врачей после операции на плече объявил об окончательном отказе от боя и завершении спортивной карьеры.
В январе 2014 года Фьюри подписал контракт с промоутером Фрэнком Уорреном и через месяц провёл промежуточный поединок в котором нокаутировал американского боксёра, Джоуи Абеля.
На 26 июля 2014 года был запланирован второй бой между Тайсоном Фьюри и его соотечественником, Дереком Чисорой. 22 июля, за 4 дня до поединка, стало известно что бой против Чисоры не состоится из-за травмы последнего. Заменить Дерека вызвались американцы Тони Томпсон, Антонио Тарвер, Шэннон Бриггс и кубинец Луис Ортис. Команда Фьюри выбрала в соперники рослого российского боксёра, Александра Устинова, который был наиболее подготовлен к поединку, так как именно он работал спарринг-партнёром Чисоры, и в спарринге именно с ним Чисора сломал руку.
В день боя Фьюри был снят с поединка главным тренером Питером Фьюри из-за госпитализации Хьюи Фьюри (сына тренера и двоюродного брата Тайсона).

### Второй бой с Дереком Чисорой
29 ноября 2014 года состоялся второй бой между боксёрами. На протяжении боя доминировал Фьюри. Чисора отличился грязными ударами в первых раундах, но ничего не смог противопоставить Фьюри, и Тайсон в одностороннем бою переигрывал Дерека на дальней дистанции. После 10 раунда тренер Чисоры принял решение не продолжать бой. Этой победой Тайсон Фьюри завоевал титулы чемпиона Европы по версии EBU, титул интернационального чемпиона WBO, вакантный титул чемпиона Великобритании и статус обязательного претендента на титул чемпиона мира по версии WBO.

### Бой с Кристианом Хаммером
28 февраля в Лондоне не имеющий поражений 26-летний Фьюри одержал досрочную победу над 27-летним немцем румынского происхождения, Кристианом Хаммером. Первые 4 раунда бой проходил в невысоком темпе, и все эти раунды остались за британцем. Однако в пятом раунде Фьюри немного поднял темп и сумел отправить своего соперника в нокдаун ударом справа в висок. В перерыве между 8 и 9 раундами команда Хаммера приняла решение отказаться от продолжения поединка.
17 апреля Тайсон Фьюри отказался от титула чемпиона Европы по версии EBU, для того чтобы сконцентрироваться на подготовке к поединку за пояс чемпиона мира.

### Чемпионский бой с Владимиром Кличко

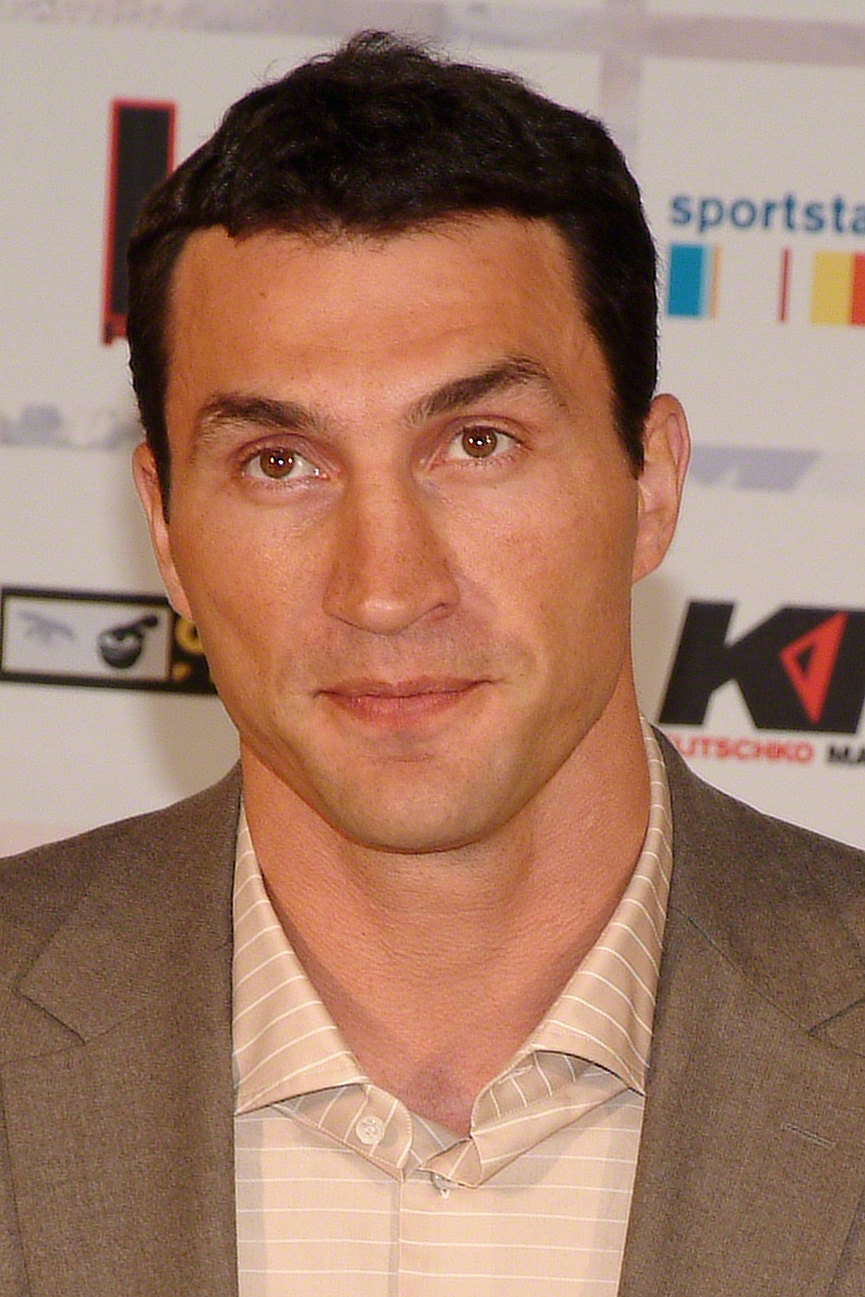
Владимир Кличко

Бой начался крайне нервно и сумбурно. Традиционно осторожный и экономичный Кличко сделал ставку на коронный джеб, однако так и не смог нанести ни одного акцентированного удара до второй половины поединка. Оба боксёра старались работать с дальней дистанции, причём Фьюри ещё в дебюте встречи отдал инициативу Владимиру; тот распорядиться этим не сумел. Фьюри грамотно использовал своё преимущество в росте и размахе рук над Владимиром, за счёт игровой активности и более высокой скорости минимально забирал раунды себе в актив. На протяжении всего боя Фьюри намерено шёл в клинч вперед головой стараясь нанести травму Кличко, а когда у Кличко открылось рассечение старался лбом усугубить травму.
В 3-м раунде Тайсон переключился в правостороннюю стойку и предпочёл взять паузу, избегая конфронтации. Кличко продолжал придерживаться привычной тактики, не работал комбинационно и не создавал серьёзной угрозы претенденту. Фьюри открыто демонстрировал отсутствие боязни перед чемпионом, выкидывая издевательские номера с руками за спиной в стиле Роя Джонса-младшего и Мохаммеда Али. Тем не менее, украинский боксёр минимально выиграл 3-й раунд.
Количество выброшенных ударов в бою оставалось крайне низким. Работы в туловище, которой можно было ожидать от чемпиона, не было вовсе. Британец импровизировал, бил чаще и точнее.
К середине боя у Владимира, который никак не мог приспособиться к стилю противника и не показывал эффективной работы ног, появилось рассечение под левым глазом. В 9-м раунде Кличко оказался спиной к претенденту после клинча, не успел поднять руки после разворота и пропустил мощный левый боковой, а затем апперкот. Над правым глазом украинца открылось ещё одно рассечение.
Сумбур и клинчи в 11-м раунде привели к тому, что с Тайсона сняли очко штрафа за удары по затылку. В конце раунда Фьюри нанёс мощный боковой слева, после которого Кличко покачнулся. В финальном раунде Владимир пошёл в отчаянный штурм, пытаясь нокаутировать Фьюри, но было уже поздно, тем не менее Кличко выиграл этот раунд. Судьи отдали победу британцу единогласным решением: 115—112, 115—112, 116—111. Таким образом, Фьюри стал новым чемпионом мира в тяжёлой весовой категории по версиям WBO, WBA, IBF, IBO и The Ring.

### Потеря титулов и дисквалификация
8 декабря 2015 года Тайсон Фьюри был лишён пояса чемпиона мира по версии IBF из-за отказа от обязательной защиты против Вячеслава Глазкова в пользу боя-реванша с Владимиром Кличко. Когда Фьюри узнал, что его лишили чемпионского пояса IBF, он выбросил его в унитаз.
24 июня 2016 года братьям Тайсону и Хьюи Фьюри были предъявлены обвинения в употреблении запрещённого препарата — анаболического стероида нандролона. В ответ на это Фьюри подал в суд на антидопинговое агентство Великобритании (UKAD) за распространение сведений, не соответствующих действительности, а UKAD в свою очередь сделало публичное заявление, подтвердив подозрения о нарушении Фьюри антидопинговых правил. Позже UKAD сняло временную дисквалификацию с Тайсона Фьюри.
На 29 октября был назначен повторный поединок с Владимиром Кличко, но он вновь был перенесён Тайсоном Фьюри на неопределённый срок «по медицинским показаниям».
В октябре 2016 года Тайсон Фьюри добровольно отказался от своих чемпионских титулов WBA, WBO и IBO из-за невозможности их защищать по причине психологических проблем, депрессии и проблем с наркотиками. До этого, в конце сентября 2016 года достоверно стало известно, что в допинг-пробе Тайсона Фьюри от 22 сентября были найдены следы кокаина. После чего Британский боксёрский совет (BBBofC) принял решение отозвать боксёрскую лицензию у экс-чемпиона мира в супертяжёлом весе. Но дядя и тренер Тайсона Фьюри — Питер Фьюри — заявил, что его племянник, после того как пройдёт лечение, вернётся в тренировочный зал весной 2017 года и обязательно продолжит карьеру.

### Перерыв
3 января 2017 выложил фото своих поясов и похвастался, что до сих пор владеет чемпионским поясом по версии журнала The Ring, заявив: «Этот пояс можно завоевать и потерять только в ринге. Поскольку у меня нет поражения, я продолжу с гордостью его удерживать. Я стал вторым британцем после Рикки Хаттона, кто бился за него. 2016-й год был ужасен для меня, но я обещаю, что вернусь в 2017-м и исправлю все ошибки».
26 июля 2017 года Фьюри официально объявил о завершении карьеры, заявив что достиг всего, чего хотел, и что он и Рокки Марчиано являются единственными боксёрами, ушедшими без поражений.
12 декабря 2017 года UKAD дисквалифицировал Тайсона Фьюри «задним числом» на два года за положительный результат допинг-теста (обнаружен запрещённый стероид нандролон) в феврале 2015 года, сразу после успешной защиты титула WBO international против боксёра из Румынии Кристиана Хаммера. Однако он не был обвинен UKAD до июня 2016 года, к этому времени он уже победил Владимира Кличко по очкам, став чемпионом мира в супертяжёлом весе. В заявлении UKAD добавляется: «Все титулы, призовые деньги и рейтинговые баллы, которые [Фьюри] обеспечил в результате победы в этом бою, аннулированы.». Однако позже это решение было отменено, так как на момент боя с Хаммером Фьюри был чист, а допинг был обнаружен только после боя с Владимиром Кличко. Сайт boxrec снова вернул бою статус победы Фьюри.
Несмотря на официальное заявление о завершении карьеры и перерыв в течение 2 лет, Фьюри вплоть до 2018 года значился чемпионом по версии журнала The Ring. Однако 14 января 2018 года главный редактор журнала Ринг Даг Фишер пояснил, что англичанин не будет лишен этого титула только в случае боя с Александром Поветкиным.

## Возвращение
Вскоре после окончательного объявления о завершении карьеры Фьюри вновь объявил, что намерен вернуться на ринг в апреле 2017 года. В своем твиттере он предложил фанатам выбрать, кто будет его соперником из 4 вариантов: победитель боя Устинов-Чарр, Шэннон Бриггс, Дэвид Прайс, Александр Поветкин. По итогам голосования победил Шэннон Бриггс, и 20 ноября 2017 года Фьюри объявил в твиттере, что он будет его соперником при возвращении.
В итоге соперником стал албанец Сефер Сефери. Бой больше напоминал цирковое представление. Фьюри в основном кривлялся и играл на публику, а Сефери старался не пропустить. Однако в 4 раунде после нескольких серьёзных попаданий Сефери принял решение не продолжать бой.

### Бой с Франческо Пьянеттой
18 августа 2018 года состоялся второй бой Фьюри после возобновления карьеры. Соперником стал бывший претендент на чемпионские титулы Франческо Пьянета. Фьюри доминировал весь бой и победил единогласным решением судей. Сразу после боя Фьюри бросил вызов чемпиону WBC непобеждённому Деонтею Уайлдеру.

### Чемпионский бой с Деонтеем Уайлдером
В Лос-Анджелесе (Калифорния, США) завершился турнир по профессиональному боксу, главным событием которого стал поединок чемпиона мира в тяжёлом весе по версии WBC американца Деонтея Уайлдера и экс-чемпиона мира британо-ирландца Тайсона Фьюри. Первая половина боя прошла с преимуществом Фьюри, который легко переигрывал чемпиона за счёт скорости и выбрасывал намного больше ударов. Уайлдер выглядел зажатым и заряжался на одно точное попадание. В девятом раунде Фьюри, заигравшись, пропустил удар справа и оказался в нокдауне. Следующие два раунда прошли с переменным успехом, а в начале 12-той трёхминутки Уайлдер отправил Фьюри в тяжелейший нокдаун комбинацией правый прямой-левый боковой. Фьюри чудом успел встать на последней секунде отсчёта и продержался до финального гонга. По итогам 12 раундов раздельным судейским решением была присуждена ничья — 115:111, 110:114, 113:113. Фьюри дважды побывал в нокдауне — в 9-м и 12-м раундах. Для Уайлдера эта ничья стала первой при 40 победах, боксёр ещё не терпел поражений в своей карьере. Фьюри также впервые в карьере провёл ничейный поединок при 27 победах. Этот поединок стал для Уайлдера вторым в 2018 году, в марте он нокаутировал Луиса Ортиса, а Фьюри в 2018 году дважды сначала победил Сефера Сефери, а затем справился с экс-претендентом на титул чемпиона мира Франческо Пьянетой.

### Бой с Томом Шварцем
В конце марта 2019 года было объявлено, что 15 июня в Лас-Вегасе (США) состоится бой Тайсона Фьюри с перспективным непобеждённым немцем Томом Шварцем, владеющим титулом чемпиона по версии WBO Inter-Continental, и занимающим 2-ю строчку рейтинга WBO и 9-ю строку рейтинга IBF. «Том Шварц в своём стиле боя постарался взять всё лучшее от стиля братьев Кличко — в бою у него хорошо и постоянно работает жёсткий джеб, в случае опасных сближений с противником он делает акцент на защите с обилием клинчей, его главным оружием является его правая рука — которой он бьёт под разными углами и может нокаутировать как прямым ударом, так и снизу или сбоку. Плюс можно сказать, что Шварц является усовершенствованной версией Кличко — он молод, амбициозен и более мобилен на ногах, чем любой из братьев Кличко. И любителям бокса будет очень интересно увидеть поединок Тайсона Фьюри с усовершенствованной версией Кличко — Томом Шварцем.» — так Фьюри говорил о своём сопернике. Бой получился односторонним. Поигравшись с соперником в первом раунде, уже во втором отрезке боя Фьюри сперва отправил оппонента в нокдаун, а затем вынудил рефери остановить бой, проведя серию безответных атак.

### Бой с Отто Валлином
В августе 2019 года стало известно, что 14 сентября 2019 года на Ти-Мобайл Арена в Лас-Вегасе (США) Фьюри проведёт бой против опытного небитого шведа Отто Валлина, занимающего 4-ю строку рейтинга WBA и 10-ю строку рейтинга IBF.
Бой выдался драматичный. В начале боя у шведского левши проходили левые прямые удары в голову Фьюри, и в 3-м раунде возле правого глаза Фьюри образовалось опаснейшее рассечение, причём именно после пропущенного удара. Расстроенный британец выглядел невнятно, швед продолжал атаковать. У Фьюри появилось второе рассечение и запахло сенсацией, ибо в 6-м раунде рефери остановил бой и пригласил врача (который вполне мог бы остановить бой). Но врач дал добро на продолжение боя, и Фьюри, поняв, что близок к катастрофе, принялся атаковать. Британец слегка потряс Валлина правым прямым в 7-м раунде, завладел инициативой, измотал оппонента в клинчах и в 9-й трёхминутке швед был на грани падения. Фьюри пытался победить досрочно, но и сам в финальном раунде пропустил опасный удар и немного поплыл, но Валлину не хватило сил чтобы добить британца. В результате единогласным решением судей победил Фьюри (счёт судей: 116—112, 117—111 и 118—110).

### Второй бой с Деонтеем Уайлдером
Реванш между боксерами состоялся 22 февраля 2020 года. С первых секунд поединка Фьюри работал первым номером, выбрасывая много акцентированных ударов и ловко уклоняясь от ответных выпадов чемпиона. Уайлдер выглядел зажатым и работал в основном джебом, заряжаясь на правый прямой. Во втором раунде Уайлдер несколько раз достал соперника правой, но Фьюри не был потрясён и под конец раунда нанёс несколько мощных ударов по зажатому в углу Деонтею. В третьем раунде Фьюри продолжил прессинговать и отправил оппонента в нокдаун. Уайлдер поднялся и остаток раунда провёл в защите. Четвёртый раунд прошёл также с преимуществом Фьюри, а Уайлдер выглядел растерянным и уставшим. В пятом раунде Фьюри провёл затяжную серию ударов и снова отправил Уайлдера на настил, но вскоре был оштрафован на один балл за постоянные захваты. Чемпион с трудом продержался до гонга, в перерыве у него сочилась кровь из ушей. В шестом раунде было много клинчей и разменов, в которых Фьюри явно доминировал над избитым противником. В начале седьмого раунда Фьюри зажал Уайлдера в углу и принялся забивать его силовыми ударами, вынудив секундантов боксёра выбросить полотенце. Таким образом Тайсон Фьюри завоевал титул WBC в супертяжёлом весе и нанёс Деонтею Уайлдеру первое поражение в карьере. Тайсон Фьюри также установил два уникальных рекорда, став первым супертяжеловесом в истории, владеющим всеми существующими чемпионскими титулами в профессиональном боксе (WBC, WBA, WBO, IBF, IBO, The Ring и титул линейного чемпиона), а также став первым боксёром в истории, сумевшим прервать доминирование двух чемпионов, имевших больше десяти защит титула (для Кличко бой с Фьюри был 19-той защитой титула, для Уайлдера — 11-той). Сразу после боя Уайлдер изъявил желание воспользоваться предусмотренным в контракте пунктом о незамедлительном реванше и провести третий бой с Тайсоном Фьюри.

### Третий бой с Деонтеем Уайлдером
9 октября 2021 года в Лас-Вегасе состоялся третий бой между Тайсоном Фьюри и Деонтеем Уайлдером. Для Фьюри, несмотря на то, что на протяжении карьеры он владел всеми основными титулами в супертяжёлом весе, это была первая в карьере защита чемпионского титула. С первых секунд боя Уайлдер принялся активно обрабатывать корпус Фьюри мощными прямыми ударами. Фьюри большую часть первого раунда провёл в защите, но в концовке хорошо подловил соперника двойкой.
Во втором раунде чемпион активизировался, начал проводить комбинации, а большую часть атак Уайлдера гасил в клинче. В третьем раунде Уайлдеру удалось несколько раз плотно попасть по сопернику, но в концовке раунда Фьюри отправил соперника в тяжёлый нокдаун комбинацией из двух ударов справа и левого хука в висок. Уайлдер поднялся, пропустил ещё несколько ударов, но удержался на ногах. В четвёртом раунде Фьюри продолжил прессинговать уже изрядно уставшего Деонтея. Американец выглядел неважно большую часть раунда, но в концовке неожиданно отправил Тайсона в нокдаун встречным ударом справа в лоб. Фьюри поднялся, но за несколько секунд до гонга снова упал, пропустив удар в область затылка. Британцу удалось встать и окончить раунд на ногах. В пятом и шестом раунде Фьюри навязал сопернику изнуряющую возню в клинче, регулярно повисая на нём всем весом и заталкивая в канаты. К концу шестого раунда Уайлдер был совершенно измотан, а Фьюри восстановился от нокдаунов и снова завладел инициативой. Следующие три раунда прошли под полным контролем Фьюри, который подчас просто избивал Деонтея, пребывавшего в состоянии грогги. Несмотря на это, экс-чемпион не сдавался и периодически опасно пробивал по голове оппонента. В десятом раунде, пропустив правый боковой за ухо, американец оказался на настиле, но смог встать и продолжить поединок, а перед самым гонгом потряс Фьюри серией ударов. В одиннадцатом раунде «Цыганский король» в очередной раз зажал соперника в углу и, после нескольких секунд возни в клинче, брутально вырубил Уайлдера правым боковым в висок. Таким образом, Тайсон Фьюри остался непобеждённым чемпионом мира по версии WBC. В числе наиболее вероятных следующих соперников «Цыганского короля» — победитель претендентского боя между Диллианом Уайтом и Отто Валлином и победитель боя-реванша за титулы WBA, WBO, IBF и IBO между Александром Усиком и Энтони Джошуа. Уайлдер же потерпел второе поражение нокаутом подряд и поставил под вопрос дальнейшее продолжение боксёрской карьеры.

### Бой с Диллианом Уайтом
23 апреля 2022 года на лондонском стадионе «Уэмбли» состоялся бой Тайсона Фьюри с официальным претендентом на титул WBC британцем Диллианом Уайтом. Бой поставил рекорд по посещаемости (более 90 000 зрителей). Перед боем, в последние недели представители Фьюри и Уайта были вовлечены в серию споров по поводу контракта. Диллиан игнорировал публичную часть раскрутки боя, не приходил на пресс-конференции и не делал рекламу боя отмалчиваясь в соцсетях. Такое поведение было обусловлено несогласием в распределении гонораров. По информации Daily Star, Фьюри получит 80 % от суммы, а Уайт — 20 %. Ранее претендент требовал 45 % так как по правилам WBC временный чемпион получает 45 %. Однако Всемирный боксерский совет (WBC) пошел на встречу и одобрил предварительный запрос от Боба Арума, со-промоутера Тайсона Фьюри, который призвал отдать обладателю титула WBC 80 % всего гонорара от боя с Диллианом Уайтом.
Первый раунд бойцы провели в разведке. Уайт неожиданно начал поединок в стойке левши, но неудобств Фьюри не создал. Со второго раунда Фьюри начал регулярно попадать джебом и активно раздёргивать соперника. Уайт бил одиночные силовые удары, периодически работал грязно (бил головой и локтями). В четвёртом раунде бойцы много клинчевали, за что получили замечание рефери. Фьюри начал работать жёстче и в концовке шестого раунда эффектно нокаутировал соотечественника правым апперкотом навстречу. Уайт рухнул на ринг, сумел встать до конца отсчёта, но тут же снова потерял равновесие, вынудив рефери остановить бой.
Тайсон Фьюри провёл вторую защиту титула чемпиона мира по версии WBC и остался непобеждённым. После боя Фьюри объявил о завершении боксёрской карьеры, однако не исключил дальнейшего участия в показательных боях, в частности, с действующим чемпионом UFC в тяжёлом весе Фрэнсисом Нганну, который присутствовал на стадионе «Уэмбли» и принял вызов Фьюри. Фьюри перебил Уайта по всем показателям: общему количеству точных ударов (76-29), джебам (29-8) и силовым (47-21).

### Возвращение в бокс
9 августа 2022 года как и ожидалось, Фьюри решил продолжить карьеру и твёрдо настроен провести ещё один, третий поединок с соотечественником Дереком Чисорой. С Чисорой Тайсон дрался в 2011 и 2014 гг., победив единогласным решением судей первую встречу и досрочно второй бой.
«Я решил вернуться в бокс, потому что могу стать первым чемпионом хэвивейта в истории, который провёл две трилогии, — заявил Фьюри. — Одну с Деонтеем Уайлдером и вторую с Дереком Чисорой. Я всегда говорил, что в конце своей карьеры (ещё раз) подерусь с Чисорой. И вот они мы, снова бьём все рекорды и создаём новые прецеденты».
Отдельно Тайсон объявил о назначении очередного нового главного тренера. По словам британца, теперь отвечать за его подготовку будет его давний товарищ и компаньон, 28-летний соотечественник-полулегковес Айзек Лоу.
«Когда я был с Питером (Фьюри), Айзек был с нами, — отметил Фьюри. — Когда я был с Беном (Дэвисоном), Айзек был с нами. Когда я был с Шугаром Хиллом (Стюардом), Айзек был всегда с нами. Он всегда давал мне крутую информацию. Мы классная команда. Мы всегда были вместе и закончим это тоже вместе».

### Третий бой с Дереком Чисорой
После победы 20 августа 2022 года Александра Усика в реванше с Энтони Джошуа сразу же начались разговоры о бое Усика и Фьюри за абсолютное чемпионство который должен был состояться 3 декабря в Кардиффе (Уэльс). А ранее WBC обязал Фьюри определиться с будущим до 27 августа 2022 года, причём также в письменной форме. Так же параллельно шли вялотекущие переговоры Фьюри — Джошуа. После срыва переговоров с Усиком ввиду даты и неудачных переговоров ввиду юридических тонкостей контракта с Джошуа на 3 декабря Фьюри больше не стал ждать и анонсировал бой с Дереком Чисорой. Бой прошёл 3 декабря в Лондоне на футбольном стадионе Тоттенхэм и Тайсон Фьюри одержал уверенную победу техническим нокаутом в десятом раунде.
34-летний Фьюри владел очевидным преимуществом, успешно нейтрализуя попытки Чисоры сократить дистанцию встречными ударами и клинчами, которых было достаточно много в этом поединке. В десятом раунде после очередной успешной комбинации Фьюри рефери Виктор Лафлин принял решение остановить поединок, и Чисора не стал протестовать. После поединка Фьюри отдал должное Чисоре, назвав его настоящим воином, а затем позвал на ринг чемпиона WBA, IBF и WBO в супертяжелом весе Александра Усика, который сидел в первом ряду рядом с Джо Джойсом и Энтони Ярдом и заявил, что Усик станет его следующим соперником в поединке за титул абсолютного чемпиона мира в супертяжелом весе.

### Переговоры с Александром Усиком
Первая попытка договориться о бое была предпринята в сентябре 2021 года в ходе которой команда Усика убеждала Джошуа отказаться от права на незамедлительный реванш чтобы Усик и Фьюри смогли провести бой. Джошуа предлагали отступные в $15 млн, но договориться не получилось. Ко второй попытке проведения супербоя представители боксеров вернулись только через год. К этому времени Фьюри нокаутировал Диллиана Уайта на переполненном «Уэмбли», а Усик — защитил чемпионские титулы в реванше с Джошуа. Казалось, что после этого стороны договорятся, но этого не произошло — разошлись по срокам проведения поединка. Усику требовалось время на восстановление, а Фьюри очень хотел подраться до конца календарного года. В итоге уже в октябре Фьюри подписал контракт на бой с Дереком Чисорой. В январе промоутер Фрэнк Уоррен рассказывал, что в IBF не будут требовать от Усика обязательной защиты пояса, и обещал, что поединок с Фьюри состоится 29 апреля 2023 года. Но анонса не было, а в феврале команда Усика обвинила соперника в неадекватных денежных запросах. Ситуация прояснилась в марте. Фьюри не опроверг обвинения команды Усика, а выдвинул условие по разделению гонорара публично: «Усик, ты и твоя команда не заслуживаете больше 30 %. Это финальное предложение. Начиная с сегодня, каждый новый день размышлений будет стоить вам один процент. Тик-так, тик-так». В ответ на ультиматум Фьюри Всемирная боксерская ассоциация (WBA) установила дедлайн по переговорам до 1 апреля. Тогда же команда Усика подтвердила, что вынуждена согласиться на условия, а Фьюри объявил о начале тренировочного лагеря. Но за день до конца дедлайна Усик вышел из переговоров. «Боя не будет. Дело в том, что все зашло слишком далеко. Кажется, что после того, как мы согласились на условия по разделению гонорара, Фьюри решил сесть нам на шею и требовать все на свете. Ценность этого боя не в Тайсоне. Дело в поясе WBC, в добавлении его в коллекцию. Если все стало столь сложным из-за препятствий, которые Тайсон ставит на пути этого боя, то нет необходимости прилагать какие-либо усилия».

### Бой с Френсисом Нганну
11 июля 2023 года WBC разрешил Тайсону Фьюри провести бой против бывшего чемпиона UFC в тяжелом весе, франко-камерунского бойца смешанных единоборств Фрэнсиса Нганну. Об этом сообщил президент организации Маурисио Сулейман: «Тайсон Фьюри получил специальное разрешение от WBC на бой с Френсисом Нганну, поскольку официального претендента нет». Бой прошёл 28 октября 2023 года в Эр-Рияде, (Саудовская Аравия) по правилам профессионального бокса с тремя судьями, был 10-ти раундовым и не был титульным. Бой завершился победой «Цыганского короля» раздельным судейским решением со счетом 96-93, 95-94 и 94-95. В третьем раунде Нганну удалось отправить чемпиона в нокдаун ударом слева, а в восьмом раунде Фьюри снова был близок проиграть досрочно. Британец в этом бою действовал пассивно и осторожно, в его атаках не было былой остроты и мощи как раньше. После боя Фьюри выразил уважение своему сопернику. Статистика ударов поединка Тайсон Фьюри — Фрэнсис Нганну: Фьюри нанес больше точных ударов — 71 из 223 выброшенных (31,8 %). У Нганну меньше — 59 из 231 (25,5 %). Но Фрэнсис больше попадал силовыми — 37 против 32. В последних двух раундах Нганну попал всего 6 раз, выбросив 38 ударов. У Фьюри было 13 точных ударов из 37 выброшенных.

### Бой за титул абсолютного чемпиона мира с Александром Усиком
Обладатели всех поясов в супертяжелом весе Александр Усик и Тайсон Фьюри на протяжении нескольких месяцев пытались договориться о бое который должен был пройти 29 апреля 2023 года. Проблема переговоров — споры по поводу распределения призового фонда в реванше. Команда украинца требовала 70 % в случае их победы в первом бою, промоутеры британца не готовы на это пойти и хотели получить 70 % при любом исходе первого боя.
Контракт на бой между Александром Усиком и Тайсоном Фьюри за звание абсолютного чемпиона мира был официально подписан 29 сентября 2023 года. Об этом сообщил ESPN, позже эту информацию подтвердили оба чемпиона в своих соцсетях. Бой должен был состояться в Саудовской Аравии в Эр-Рияде 23 декабря 2023 года, но после тяжелого боя Фьюри с Нганну был перенесен ввиду недостаточности времени на подготовку Фьюри. Новый срок указан как 17 февраля 2024 года. Победитель станет первым владельцем такого титула в эпоху четырёх поясов. На кону будут все четыре чемпионских пояса: WBA, WBO и IBF, которыми владеет украинец, WBC принадлежащий британцу. Как сообщает ESPN, контракт на бой содержит обоюдное условие о матче-реванше, которым может воспользоваться проигравший. IBF уведомила команды Фьюри и Усика о том, что победитель их боя должен провести обязательную защиту титула против Филипа Хрговича без всяких промежуточных боев, и что просьба о предоставлении отсрочки удовлетворена не будет. И если Фьюри и Усик, учитывая, что их бой организован при финансовой поддержке саудитов, решат провести матч-реванш, то Хргович проведет бой за вакантный титул против другого претендента с верхних строчек рейтинга.
2 февраля 2024 года во время спарринга с хорватским боксером Агроном Смакичи получил рассечение над правым глазом. Бой как и весь боксёрский вечер перенесен на 18 мая.

### Второй бой с Александром Усиком
После поражения Тайсон Фьюри активировал опцию о реванше с Александром Усиком. Бой состоялся 21 декабря 2024 года в Эр-Рияде. К реваншу прошел полноценный 12 недельный подготовительный лагерь на Мальте, где ему помогали действующий чемпион мира по версии WBC в бриджервейте Кевин Ларена, топ-проспект Мозес Итаума, Жан Кособуцкий, Фернли Фелиз-младший, Алексис Барриэр и россиянин Алексей Дронов. Значительно потяжелев к этому бою, Фьюри обещал устроить брутальный силовой бокс. Поединок прошел всю дистанцию, но обещанную стратегию Фьюри не смог реализовать. Усик оказался значительно лучше в дуэли джебов, был точен и активен на ногах. Судьи единогласно отдали победу ему со счётом 116—112.

### Уход из бокса
14 января 2025 года в очередной раз заявил, что уходит из бокса, оставив послание: «Привет всем. Не буду растекаться мыслью по древу: хотел бы объявить о своём уходе из бокса. Это было круто, я наслаждался каждой минутой. Я собираюсь закончить вот этим — Дик Турпин носил маску. Да благословит всех Бог, увидимся по ту сторону», — сказал он в видео. Ряд боксерских промоутеров, экспертов и большая часть фанатов бокса не поверила словам, так как ранее такие заявления звучали от Фьюри, а суперинвестор бокса Турки Аль Аш-Шейх и Эдди Херн высказали желание устроить два боя с британским экс-чемпионом Энтони Джошуа. Практически параллельно этой новости появились слухи, что Фьюри всё же готов драться за 500 миллионов фунтов стерлингов.

## Статистика профессиональных боёв
В таблице перечислены результаты всех поединков боксёров.
В каждой строке указан результат поединка. Дополнительно номер поединка обозначен цветом, который обозначает итог поединка. Расшифровка обозначений и цветов представлена в нижеследующей таблице.
| Пример | Расшифровка                     |
| ------ | ------------------------------- |
|        | Победа                          |
|        | Ничья                           |
|        | Поражение                       |
|        | Планируемый поединок            |
|        | Поединок признан несостоявшимся |
| КО     | Нокаут                          |
| ТКО    | Технический нокаут              |
| PTS    | Решение судей (по очкам)        |
| UD     | Единогласное решение судей      |
| MD     | Решение большинства судей       |
| SD     | Раздельное решение судей        |
| RTD    | Отказ от продолжения боя        |
| DQ     | Дисквалификация                 |
| NC     | Поединок признан несостоявшимся |

| 37 поединков, 34 победы (24 нокаутом), 1 ничья, 2 поражения. | 37 поединков, 34 победы (24 нокаутом), 1 ничья, 2 поражения. | 37 поединков, 34 победы (24 нокаутом), 1 ничья, 2 поражения. | 37 поединков, 34 победы (24 нокаутом), 1 ничья, 2 поражения. | 37 поединков, 34 победы (24 нокаутом), 1 ничья, 2 поражения. | 37 поединков, 34 победы (24 нокаутом), 1 ничья, 2 поражения. | 37 поединков, 34 победы (24 нокаутом), 1 ничья, 2 поражения. |
| Бой                                                          | Рекорд                                                       | Дата боя                                                     | Соперник                                                     | Место проведения боя                                         | Результат                                                    | Комментарии |
| ------------------------------------------------------------ | ------------------------------------------------------------ | ------------------------------------------------------------ | ------------------------------------------------------------ | ------------------------------------------------------------ | ------------------------------------------------------------ | --- |
| 37                                                           | 34-2-1                                                       | 21 декабря 2024                                              | Александр Усик (2) (22-0)                                    | Kingdom Arena, Эр-Рияд, Саудовская Аравия                    | UD 12                                                        | Бой за звание чемпиона мира по версиям WBA-Super, WBO, IBO (4-я защита Усика), The Ring (3-я защита Усика), WBC (1-я защита Усика) в тяжёлом весе. Счёт судей: 116-112 (трижды).                                                                    |
| 36                                                           | 34-1-1                                                       | 18 мая 2024                                                  | Александр Усик (21-0)                                        | Kingdom Arena, Эр-Рияд, Саудовская Аравия                    | SD 12                                                        | Бой за звание абсолютного чемпиона мира по версиям WBC (4-я защита Фьюри), WBA-Super, IBF, WBO, IBO (3-я защита Усика), The Ring (2-я защита Усика) в тяжёлом весе. Фьюри в нокдауне в 9-м раунде. Счет судей: 114-113, 113-114, 115-112.           |
| 35                                                           | 34-0-1                                                       | 28 октября 2023                                              | Франсис Нганну (дебют)                                       | Boulevard Hall, Эр-Рияд, Саудовская Аравия                   | SD 10                                                        | Счёт судей: 96-93, 95-94, 94-95. Фьюри в нокдауне в 3-м раунде. |
| 34                                                           | 33-0-1                                                       | 3 декабря 2022                                               | Дерек Чисора (3) (33-12)                                     | Тоттенхэм, Лондон, Великобритания                            | TKO 10 (12), 2:51                                            | Защитил титул чемпиона мира по версиям WBC (3-я защита Фьюри) в тяжёлом весе. |
| 33                                                           | 32-0-1                                                       | 23 апреля 2022                                               | Диллиан Уайт (28-2)                                          | Стадион Уэмбли, Лондон, Великобритания                       | TKO 6 (12), 2:59                                             | Защитил титул чемпиона мира по версиям WBC и The Ring (2-я защита Фьюри) в тяжёлом весе. |
| 32                                                           | 31-0-1                                                       | 9 октября 2021                                               | Деонтей Уайлдер (3) (42-1-1)                                 | Ти-Мобайл Арена, Лас-Вегас, Невада, США                      | KO 11 (12), 1:10                                             | Защитил титул чемпиона мира по версиям WBC и The Ring (1-я защита Фьюри) в тяжёлом весе. |
| 31                                                           | 30-0-1                                                       | 22 февраля 2020                                              | Деонтей Уайлдер (2) (42-0-1)                                 | MGM Grand Garden Arena, Лас-Вегас, Невада, США               | TKO 7 (12), 1:39                                             | Завоевал титул чемпиона мира по версии WBC (11-я защита Уайлдера) и вакантный титул по версии The Ring. Уайлдер в нокдауне в 3-м и 5-м раундах. |
| 30                                                           | 29-0-1                                                       | 14 сентября 2019                                             | Отто Валлин (20-0-0-1)                                       | T-Mobile Arena, Лас-Вегас, Невада, США                       | UD 12                                                        | Счёт судей: 118-110, 117-111, 116-112. |
| 29                                                           | 28-0-1                                                       | 15 июня 2019                                                 | Том Шварц (24-0)                                             | MGM Grand, Лас-Вегас, Невада, США                            | TKO 2 (12), 2:54                                             | Завоевал титул чемпиона по версии WBO Inter-Continental. |
| 28                                                           | 27-0-1                                                       | 1 декабря 2018                                               | Деонтей Уайлдер (40-0)                                       | Staples Center, Лос-Анджелес, Калифорния, США                | SD 12                                                        | Бой за титул чемпиона мира по версии WBC (8-я защита Уайлдера). Фьюри в нокдауне в 9-м и в 12-м раундах. Счёт судей: 111-115, 114-110, 113-113. |
| 27                                                           | 27-0                                                         | 18 августа 2018                                              | Франческо Пьянета (35-4-1)                                   | Windsor Park, Белфаст, Великобритания                        | UD 10                                                        | Счёт судьи: 100-90. |
| 26                                                           | 26-0                                                         | 9 июня 2018                                                  | Сефер Сефери (23-1)                                          | Manchester Arena, Манчестер, Великобритания                  | RTD 4 (10), 3:00                                             | |
| 25                                                           | 25-0                                                         | 28 ноября 2015                                               | Владимир Кличко (64-3)                                       | ESPRIT arena, Дюссельдорф, Германия                          | UD 12                                                        | Завоевал титул чемпиона мира по версиям IBF (19-я защита Кличко), IBO (18-я защита Кличко), WBO (14-я защита Кличко), The Ring (12-я защита Кличко), WBA (8-я защита Кличко).С Фьюри снято очко в 11 раунде. Счёт судей: 116-111, 115-112 (дважды). |
| 24                                                           | 24-0                                                         | 28 февраля 2015                                              | Кристиан Хаммер (17-3)                                       | O2 Arena, Лондон, Великобритания                             | RTD 8 (12), 3:00                                             | Защитил титул интернационального чемпиона по версии WBO, 1-я защита Фьюри. |
| 23                                                           | 23-0                                                         | 29 ноября 2014                                               | Дерек Чисора (2) (20-4)                                      | ExCel Arena, Лондон, Великобритания                          | RTD 10 (12), 3:00                                            | Завоевал титул интернационального чемпиона по версии WBO, 3-я защита Чисоры. Завоевал титул чемпиона европы по версии EBU, 1-я защита Чисоры. Завоевал вакантный титул чемпиона Британии по версии BBBofC.                                          |
| 22                                                           | 22-0                                                         | 15 февраля 2014                                              | Джоуи Абель (29-7)                                           | Copper Box Arena, Лондон, Великобритания                     | TKO 4 (10), 1:36                                             | Абель в нокдауне 4 раза. |
| 21                                                           | 21-0                                                         | 20 апреля 2013                                               | Стив Каннингем (25-5)                                        | Madison Square Garden Theater, Нью-Йорк, США                 | KO 7 (12), 2:55                                              | Фьюри в нокдауне во 2 раунде. |
| 20                                                           | 20-0                                                         | 1 декабря 2012                                               | Кевин Джонсон (28-2-1)                                       | Odyssey Arena, Белфаст, Северная Ирландия, Великобритания    | UD 12                                                        | Счёт судей: 119-110 119-108 (дважды). Отборочный бой по версии WBC. |
| 19                                                           | 19-0                                                         | 7 июля 2012                                                  | Винни Маддалоне (35-7)                                       | Hand Arena, Клеведон, Сомерсет, Великобритания               | TKO 5 (12), 1:35                                             | Завоевал вакантный титул интерконтинентального чемпиона по версии WBO. |
| 18                                                           | 18-0                                                         | 14 апреля 2012                                               | Мартин Роган (14-2)                                          | Odyssey Arena, Белфаст, Северная Ирландия, Великобритания    | TKO 5 (12), 3:00                                             | Завоевал вакантный титул чемпиона Ирландии. |
| 17                                                           | 17-0                                                         | 12 ноября 2011                                               | Невен Пайкич (16-0)                                          | Event City, Манчестер, Великобритания                        | TKO 3 (12), 2:44                                             | Защитил титул чемпиона Британского Содружества, 1-я защита Фьюри. Фьюри в нокдауне во 2 раунде. Пайкич 2 раза в нокдауне в 3 раунде. |
| 16                                                           | 16-0                                                         | 17 сентября 2011                                             | Николай Фирта (20-8-1)                                       | Kings Hall, Белфаст, Северная Ирландия, Великобритания       | TKO 5 (12), 2:19                                             | |
| 15                                                           | 15-0                                                         | 23 июля 2011                                                 | Дерек Чисора (14-0)                                          | Wembley Arena, Лондон, Великобритания                        | UD 12                                                        | Счёт: 117-112 117-112 118-111. Завоевал титул чемпиона Британии по версии BBBofC, 2-я защита Чисоры. Завоевал титул чемпиона Британского Содружества, 1-я защита Чисоры.                                                                            |
| 14                                                           | 14-0                                                         | 19 февраля 2011                                              | Марсело Луис Насименто (13-0)                                | Уэмбли Арена, Лондон, Великобритания                         | KO 5 (10), 2:48                                              | Насименто в нокдауне в 1 раунде. |
| 13                                                           | 13-0                                                         | 18 декабря 2010                                              | Зак Пейдж (21-32-2)                                          | Pepsi Coliseum, Квебек, Канада                               | UD 8                                                         | Счёт судей: 80-72 (трижды). |
| 12                                                           | 12-0                                                         | 10 сентября 2010                                             | Рич Пауэр (12-0)                                             | York Hall, Лондон, Великобритания                            | PTS 8                                                        | Счёт: 80-72 (трижды). |
| 11                                                           | 11-0                                                         | 25 июня 2010                                                 | Джон Макдермотт (2) (25-6)                                   | Brentwood Centre, Брентвудб Великобритания                   | TKO 9 (12), 1:08                                             | С Фьюри снято очко в 7 раунде. Макдермотт в нокдауне в 8 раунде. Макдермотт 2 раза в нокдауне в 9 раунде. Отборочный бой на титул чемпиона Британии. Завоевал вакантный титул чемпиона Англии по версии BBBofC.                                     |
| 10                                                           | 10-0                                                         | 5 марта 2010                                                 | Ханс-Йорг Бласко (9-3)                                       | Leisure Centre, Хаддерсфилд, Великобритания                  | TKO 1 (8), 2:14                                              | Бласко в нокдауне 2 раза. |
| 9                                                            | 9-0                                                          | 26 сентября 2009                                             | Томаш Мразек (4-22-5)                                        | O2 Арена, Дублин, Ирландия                                   | PTS 6                                                        | Счёт: 60-57 (трижды). |
| 8                                                            | 8-0                                                          | 11 сентября 2009                                             | Джон Макдермотт (25-5)                                       | Brentwood Centre, Брентвуд, Великобритания                   | PTS 10                                                       | Счёт: 98-92 (трижды). Завоевал титул чемпиона Англии по версии BBBofC, 1-я защита Макдермотта. |
| 7                                                            | 7-0                                                          | 18 июля 2009                                                 | Александр Селезневс (3-6)                                    | York Hall, Лондон, Великобритания                            | TKO 3 (6), 0:48                                              | Угол Селезневса выбросил полотенце. |
| 6                                                            | 6-0                                                          | 23 мая 2009                                                  | Скотт Белшоу (10-1)                                          | Colosseum, Уотфорд, Великобритания                           | TKO 2 (8), 0:52                                              | Белшоу 2 раза в нокдауне в 1 раунде. Белшоу в нокдауне во 2 раунде. |
| 5                                                            | 5-0                                                          | 11 апреля 2009                                               | Мэтью Эллис (20-6-1)                                         | Colosseum, Уотфорд, Великобритания                           | KO 1 (6), 0:48                                               | Эллис 2 раза в нокдауне. |
| 4                                                            | 4-0                                                          | 14 марта 2009                                                | Ли Свеби (23-22-2)                                           | Aston Events Centre, Бирмингем, Великобритания               | RTD 4 (6), 3:00                                              | |
| 3                                                            | 3-0                                                          | 28 февраля 2009                                              | Даниил Перетятько (15-20)                                    | Norwich Showground, Норвич, Великобритания                   | RTD 2 (6), 3:00                                              | |
| 2                                                            | 2-0                                                          | 17 января 2009                                               | Марсель Целлер (21-3)                                        | Robin Park Centre, Уиган, Великобритания                     | TKO 3 (6), 2:50                                              | |
| 1                                                            | 1-0                                                          | 6 декабря 2008                                               | Бела Дьендьеши (3-9-2)                                       | Nottingham Arena, Ноттингем, Великобритания                  | TKO 1 (6), 2:14                                              | |
| Бой                                                          | Рекорд                                                       | Дата боя                                                     | Соперник                                                     | Место проведения боя                                         | Результат                                                    | Комментарии |

## Личная жизнь
Тайсон Фьюри женат на Пэрис Мулрой, они познакомились в 16-летнем возрасте и с тех пор не разлучались, в декабре 2008 они узаконили свои отношения. Пэрис, как и её муж, происходит из цыганского рода. У пары шестеро детей — дочери Венесуэла Линда Фьюри (род. сентябрь 2009), Валенсия Эмбер Фьюри (род. декабрь 2017) и Атина Фьюри (род. 9 августа 2021), и сыновья Принс Джон Джеймс Фьюри (род. ноябрь 2011), Принс Тайсон Люк Фьюри (род. 16 июля 2016) и Принс Адонис Амазайя Фьюри (род. 28 февраля 2019). Фьюри не один раз заявлял, что его сыновья будут продолжать семейную традицию и обязательно станут боксёрами, потому что бокс генетически заложен в корнях этой семьи.
Ирландский профессиональный боксёр Энди Ли является двоюродным братом Тайсона Фьюри. Также в 2013 году дебютировал другой двоюродный брат Тайсона — Хьюи Фьюри (сын Питера Фьюри — дяди и главного тренера Тайсона). Также у Тайсона есть родной брат Томми Фьюри, который помогал ему при подготовке к бою с Владимиром Кличко.

## Особенности стиля
Фьюри является габаритным тяжеловесом с большим размахом рук и, как многие другие боксёры такой комплекции, использует эти преимущества. Но Тайсон не склонен вести типичную оборонительную тактику, удерживая своих оппонентов на дальней дистанции. Чаще всего он предпочитает действовать открыто и переходит со средней на ближнюю дистанцию. Фьюри имеет непохожий ни на кого стиль, часто меняет стойки, может боксировать как в правше, так и в левше. Так, например, в некоторых поединках Тайсон принимал левостороннюю стойку (в бою с Мартином Роганом), реванше с Дереком Чисорой, бою с Томом Шварцем), а в бою с Кевином Джонсоном несколько раз менял стойку за поединок.

### Отзывы
Тайсон Фьюри — это одна из значимых персон бокса и он был лучшим, что могло произойти в супертяжёлом весе. Он сделал то, что принесло интерес и неожиданность в дивизион, побив Кличко. Особенно молодые парни, такие как Джозеф Паркер, Энди Руис и Хьюи Фьюри — все они благодарны Тайсону за то, что он победил Кличко.— Кевин Барри, тренер чемпиона мира по версии WBO в тяжёлом весе Джозефа Паркера.

## Популяризация вне ринга
- По своей харизме и амбициозности Тайсона Фьюри можно сравнить с Мохаммедом Али, который не жалел выражений и превозносил своё мастерство над всеми соперниками. Он очень часто вызывает известных бойцов на ринг через Твиттер. Многократно вступал в словесную перепалку с соотечественником Дэвидом Прайсом, в грубой форме вызывал на ринг чемпиона UFC Кейна Веласкеса. Многократно вызывал на ринг Дэвида Хэя, братьев Кличко[85][86][87] и Деонтея Уайлдера[88][89].
- В марте 2013 года Фьюри был оштрафован на 3 000 £ за некорректные записи в твиттере в отношении Дэвида Прайса и Тони Бэллью. Фьюри назвал двух боксёров из Ливерпуля «геями-любовниками», оскорбил их и членов семьи[90].
- 20 апреля 2013 года после победы над Стивом Каннингемом запел с ринга в прямом эфире[91]. Впоследствии стал часто петь после своих поединков.
- 23 сентября 2015 года на Лондонскую конференцию, посвящённую бою с Владимиром Кличко, пришёл в костюме Бэтмена[92].

Манера подачи себя вне ринга обеспечила Тайсону Фьюри пристальное внимание болельщиков со всего мира.

## Спортивные достижения

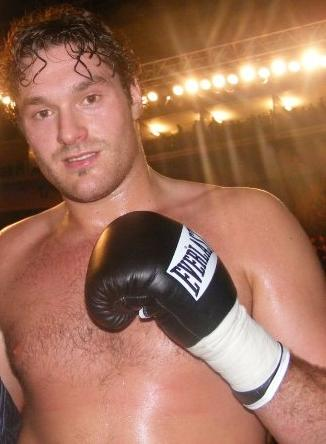
Тайсон Фьюри

### Награды
- Боксёр года по версии журнала The Ring (2015; 2020 г.)[93].
- Бой года по версии журнала The Ring (2021 г.)
- Апсет года по версии журнала The Ring (2015 г.).
- Номинация на премию BBC «Спорт — личность года» (2015).
- Раунд года по версии журнала The Ring (12 раунд 1 боя с Деонтеем Уайлдером) (2018), (4 раунд 3 боя с Деонтеем Уайлдером) (2021)
- Событие года по версии журнала The Ring (2024 г.)
- Возвращение года по версии журнала The Ring (2018 г.)[94], BoxingTalk[95], WBC[96]
- Бой года по версии WBC (с Деонтеем Уайлдером) (2018)[96]

### Титулы

#### Любительские
- 2006.  Бронзовый призёр юношеского чемпионата мира.
- 2007.  Победитель юношеского чемпионата Европейского союза.
- 2007.  Серебряный призёр юношеского чемпионата Европы.
- 2008.  Чемпион Великобритании по версии ABA[англ.].

#### Профессиональные региональные
- 2009.  Чемпион Англии по версии BBBofC[англ.].
- 2010.  Чемпион Англии по версии BBBofC[англ.].
- 2011.  Чемпион Великобритании по версии BBBofC[англ.].
- 2011.  Чемпион Британского Содружества[англ.].
- 2012.  Чемпион Ирландии.
- 2012.  Интерконтинентальный чемпион по версии WBO.
- 2014.  Интернациональный чемпион по версии WBO.
- 2014.  Чемпион Великобритании по версии BBBofC[англ.].
- 2019.  Интернациональный чемпион по версииWBO, после победы над Томом Шварцем.

#### Профессиональные второстепенные
- 2014.  Чемпион Европы по версии EBU.
- 2015—2016  Чемпион мира по версии IBO
- 2015—2017  Чемпион мира по версии журнала The Ring
- 2020—2022  Чемпион мира по версии журнала The Ring

#### Профессиональные мировые титулы
- 2015  Чемпион мира по версии IBF
- 2015—2016  Чемпион мира по версии WBA super
- 2015—2016  Чемпион мира по версии WBO
- 2020—2024  Чемпион мира по версии WBC